# Józef Pracker
Józef Pracker (ur. ok. 1730 w Międzyrzeczu na Morawach, zm. 14 lutego 1790 w Cieszynie) - rzeźbiarz.
Jego nazwisko zapisywano także w formach Pratzker, Pratker, Pratzler, Pratzger, Protker oraz Proczker. Około 1760 roku osiadł w Cieszynie.
W 1766 wyrzeźbił czterech ewangelistów w Kościele Jezusowym w Cieszynie.
W wyniku pożaru, który nawiedził Cieszyn w 1789 stracił cały swój majątek (m.in. zbiory obrazów, rzeźb i sztychów). Zmarł 14 lutego 1790.
Od 25 września 1770 roku był żonaty z Weroniką Tenzer.
Niektórzy historycy sztuki kwesionują powyższy życiorys i twierdzą, że w nim zostały połącząne życiowe losy dwóch Prackerów - Józefa (zmarłego w 1776 roku) i Jana (zmarłego w 1790 roku), którzy prowadzili jeden warszat w Cieszynie.